# 謝爾蓋·貝洛夫

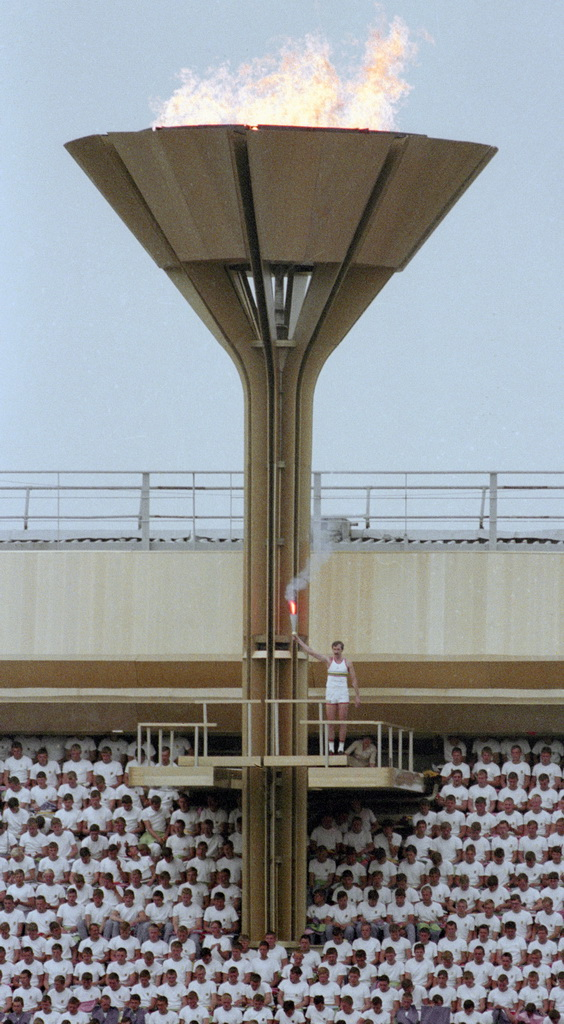
貝洛夫於1980年莫斯科夏季奧運會點燃聖火

謝爾蓋·亞歷山德羅維奇·貝洛夫（俄语：Серге́й Алекса́ндрович Бело́в，羅馬化：Sergei Alexandrovich Belov，1944年1月23日—2013年10月3日）是俄羅斯職業籃球運動員，以於莫斯科中央陸軍籃球俱樂部和蘇聯國家男子籃球隊效力而聞名。他被認為是有史以來最好的歐洲籃球運動員之一，並在1980年莫斯科夏季奧運會開幕式上獲得了點燃奧林匹克聖火的榮譽。1991年，貝洛夫被國際籃聯評為最佳國際籃聯球員。1992年5月11日入選奈史密斯籃球名人堂。他還於2007年入選了FIBA名人堂，並被評選為FIBA50大巨星。

## 外部連結
- Naismith Memorial Basketball Hall of Fame Profile，存档于（存檔日期 5 March 2010）
- FIBA Hall of Fame Profile，存档于（存檔日期 10 September 2008）
- Euroleague.net Article On Belov （页面存档备份，存于）
- Euroleague.net 50 Greatest Contributors Profile （页面存档备份，存于）
- FIBA.com Olympic Legends Profile，存档于（存檔日期 19 October 2017）
- Interbasket.net Profile （页面存档备份，存于）
- FIBA.com Profile （页面存档备份，存于）